# Hondaravally, Arkalgud
Hondaravally là một làng thuộc tehsil Arkalgud, huyện Hassan, bang Karnataka, Ấn Độ.